# Sultan-Bayezid-Komplex

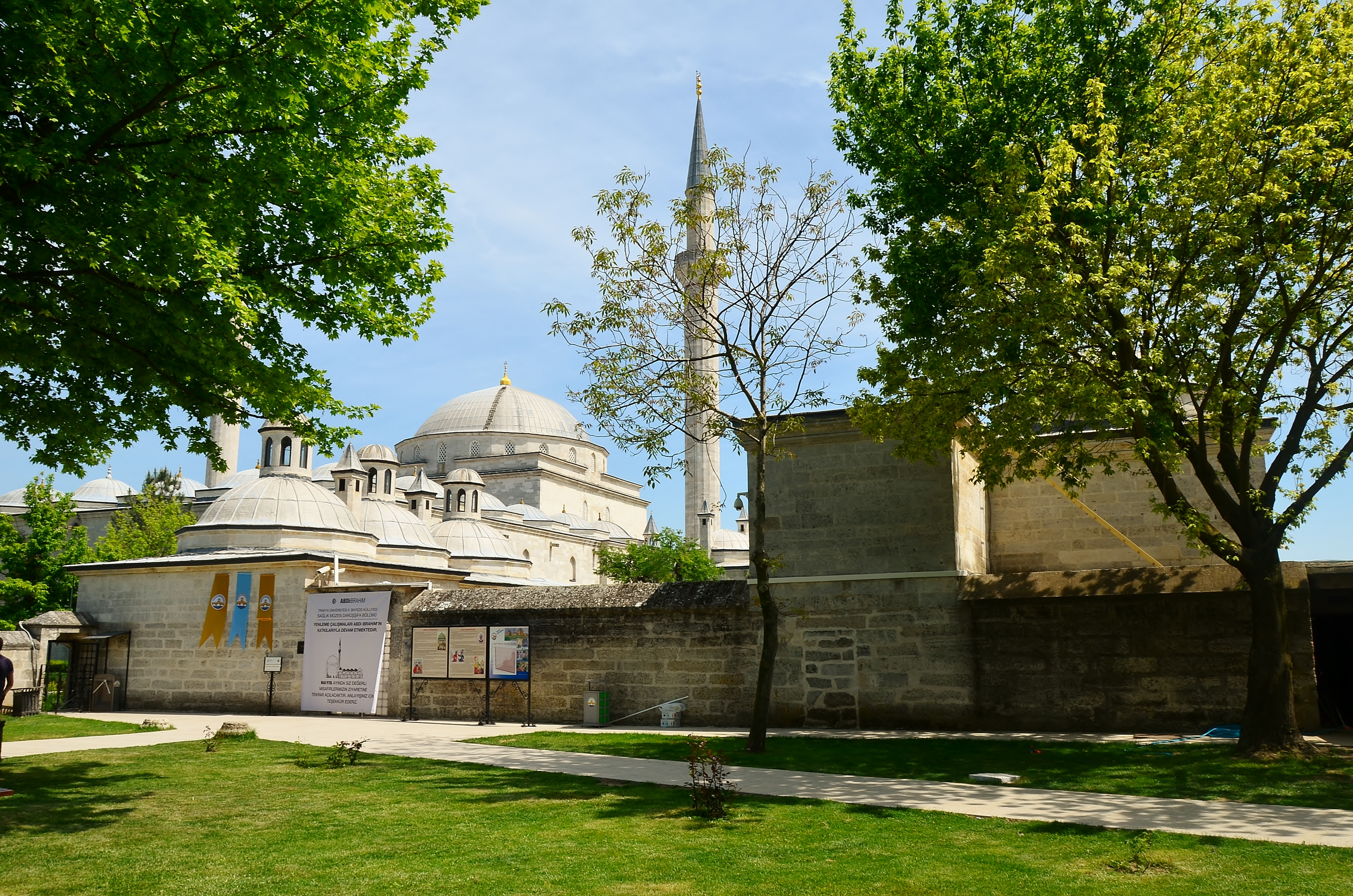
Sultan-Bayezid II.-Komplex, Edirne

Der Sultan-Bayezid-Komplex (türkisch Sultan II Bayezid Külliyesi) ist ein sozio-religiöser Baukomplex (Külliye), errichtet 1484–1488 durch den Architekten Hayreddin in Edirne. Baustifter war der osmanische Sultan Bayezid II. (reg. 1481–1512).
Nach der Stiftungsurkunde (vakfiyye) arbeiteten ursprünglich 167 Angestellte in der Külliye, von denen 21 dem Hospital zugeordnet waren, darunter ein Professor (müderris), zwei Assistenten (muid), zwei Augenärzte, zwei Chirurgen, ein Apotheker, sowie ein Bibliothekar (hafız-ı kütup).
Die Gebäudegruppe wurde 1993 der Thrakien-Universität angeschlossen. Das historische Krankenhaus (Darüşşifa), welches von der Baugründung an bis zum Russisch-Osmanischen Krieg (1877–1878) in Betrieb war, ist seit 1997 als Medizinmuseum (Sağlık Müzesi) das bisher einzige Museum zur Medizingeschichte in der Türkei.

## Architektur

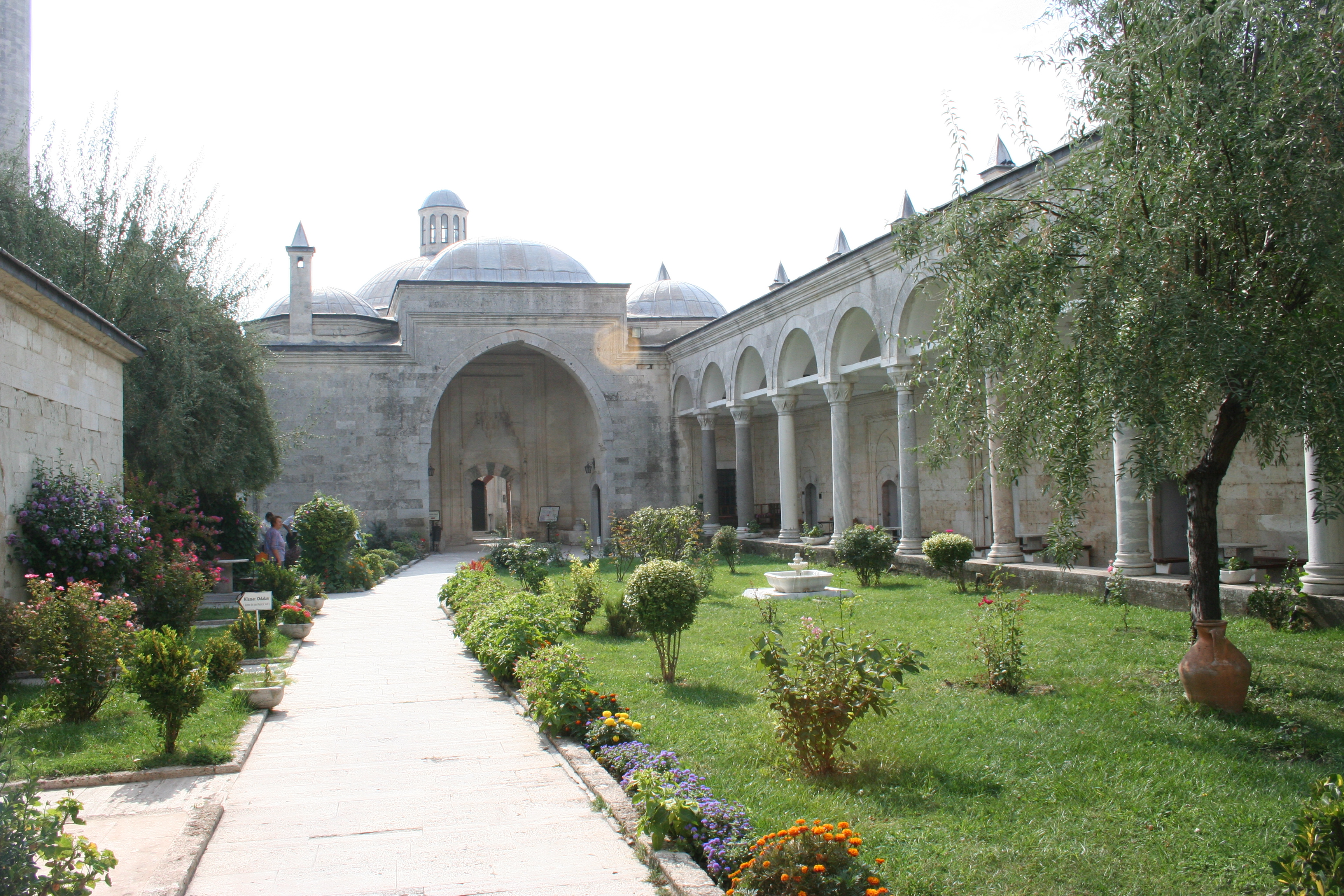
Arkadenhof des Hospizes

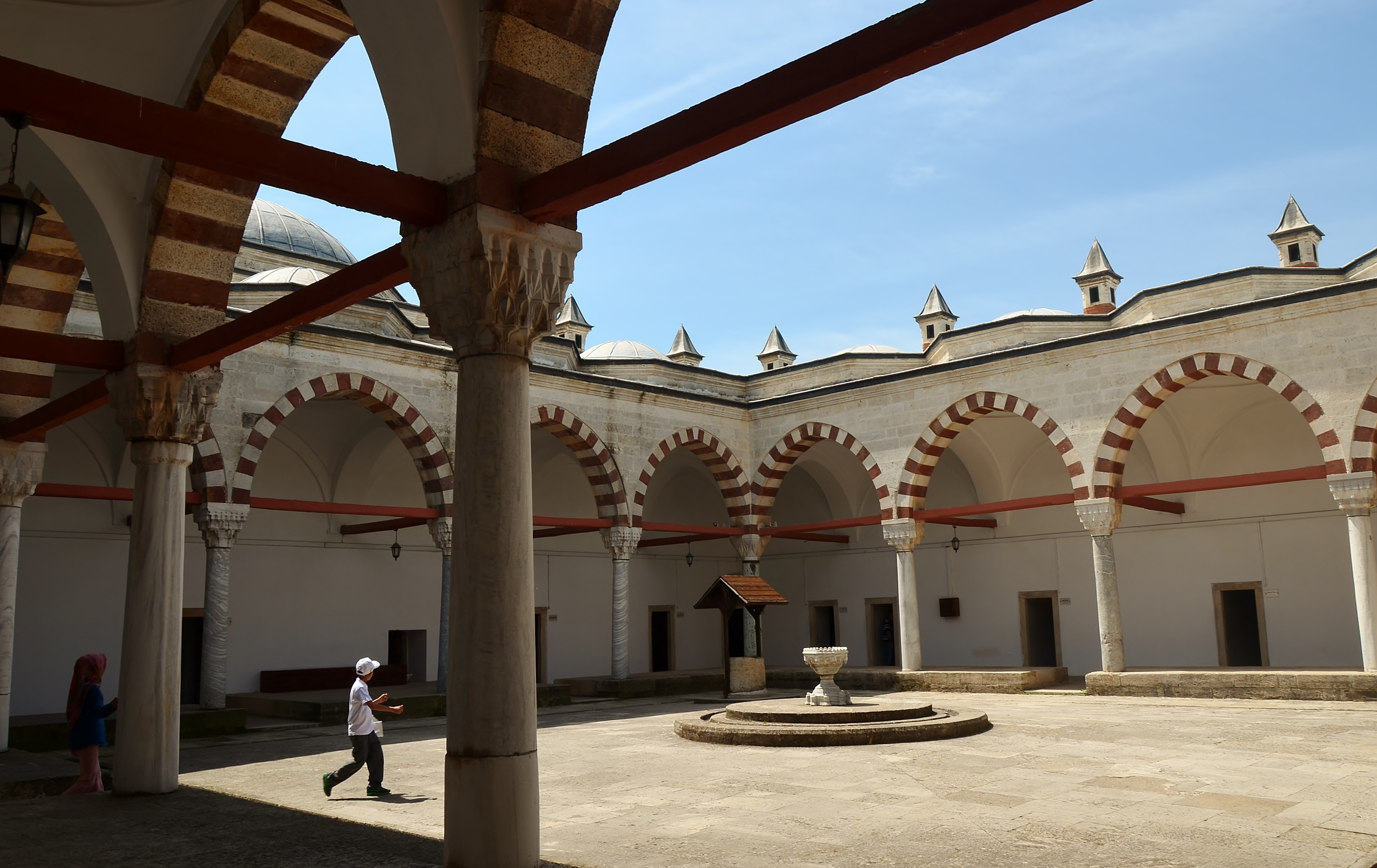
Innenhof des Darüşşifa, heute Medizinmuseum

Der Baukomplex liegt nahe dem Fluss Tundscha und besteht aus einer Moschee mit Vorhalle und Arkadenhof, einer Armenküche (Imaret), einem Hospiz (Tahhane), dem Krankenhaus (darüşşifa oder şifahane), zwei Hochschulbauten (Medresen) und einem Badehaus (Hamam). Der Baukomplex ist von einer Mauer umgeben, die die Einheit des Gebäudekomplexes und seiner Außenansicht bewahrt. Die Gestaltung des monumentalen Bauwerks zeigt bereits Elemente der späteren klassischen Epoche der osmanischen Architektur: Das Spiel mit den Kontrasten zwischen den massiven, von großen Kuppeln überspannten Hauptbauten und den hohen, schlanken Minaretten sowie der formelhaften Wiederholung gleicher Elemente wie der kleineren Kuppeln und der Kamine der Nebenbauten. Im Gegensatz beispielsweise zur perfekten Symmetrie der Istanbuler Fatih-Mehmed-Külliye (1461) sind die einzelnen Bauten des Sultan-Bayezid-Komplexes weniger strukturiert angeordnet, erst die Umfassungsmauer stellt letztlich den einheitlichen Charakter des Baus her.
Die Moschee mit ihrer 23 m durchmessenden, von einer Laterne gekrönten Kuppel auf einem kubischen, 19 m hohen Unterbau, die sich im Fluss spiegelt, beherrscht die Ansicht des Baus aus der Ferne. Pendentifs verbinden über eine 20-seitige Trommel das Rund der Hauptkuppel mit dem quadratischen Sockelbau. In jede Seite der Trommel ist ein Fenster eingelassen. Weitere 14 Fenster in den Seitenwänden lassen zusätzlich Licht ein. Zu beiden Seiten der Moschee, jedoch ohne direkten Zugang zu dieser, befinden sich die niedrigeren, von je neun kleineren Kuppeln überwölbten Räume der Medrese und der Bibliothek. Sämtliche Kuppeln sind mit Bleiplatten über einer Holzkonstruktion gedeckt. An der nordöstlichen und südwestlichen Ecke der beiden Medresen erhebt sich je ein Minarett mit einem Balkon. Vor der Moschee und dem Hospiz liegt jeweils ein Arkadenhof mit einem Brunnen (Şadırvan). Die Joche der Arkadengänge des Moscheehofs sind von kleineren Kuppeln überwölbt; das mittlere Joch des fünfjochigen Portikus (Son cemaat yeri) mit dem Eingang zur Moschee weist eine leicht erhöhte Kuppeltrommel auf. Die Arkadenbögen ruhen auf Säulen, die durch ihre relative Schlankheit in Bezug auf die Breite der Bögen einen Kontrast erzeugen.
Westlich der Moschee liegen das Krankenhaus, die Medizinhochschule und ein Hospital für Geisteskranke (Timarhane). Das Krankenhaus besitzt nach Süden hin einen weiten, überkuppelten sechseckigen Zentralbau mit einem Brunnen im Zentrum, umgeben von kleineren Kammern mit insgesamt zwölf Kuppeln und einem Vorraum mit sechs erhöhten Plattformen. Das gesamte Gebäude ist mit Marmor gepflastert. Nach Norden hin öffnet sich der Innenhof mit einer asymmetrisch gestalteten Vorhalle. Der osmanische Reiseschriftsteller Evliya Çelebi berichtet, dass dreimal pro Woche im Hauptraum unter der großen Kuppel Musik gespielt wurde: „Als Heilmittel für die Kranken, Medizin für die Gebeugten, geistige Erfrischung für die Geisteskranken, und Mittel gegen die Melancholie.“ Die Medizinhochschule, westlich des Krankenhauses gelegen, besitzt 18 Wohnzellen für Studenten, sowie einen Raum für den Unterricht, die entlang der Arkadengänge eines weiteren Innenhofs angeordnet sind, in dessen Mitte sich ein Brunnen befindet.

## Bedeutung
Zusammen mit der vom gleichen Architekten ab 1501 errichteten Beyazıt-Moschee in Istanbul markiert der Komplex in Edirne den Beginn der klassischen osmanischen Architektur: In seiner Gesamtgestalt heterogener als die Fatih-Külliye, lehnt sich die Baugestaltung stärker als bei den älteren osmanischen Bauten an die byzantinische Architektur an. Das stilistische Vorbild wird in der Beyazıt-Moschee deutlicher erkennbar, deren monumentale Hauptkuppel von zwei Halbkuppeln und deren längliches Schiff von Doppelarkaden flankiert wird. Oberhalb der Arkaden erheben sich Tympana, die von zahlreichen Fenstern durchbrochen sind und mittels Pendentifs an die Kuppel anschließen. Diese Bauweise sollte später durch den Architekten Sinan und seinen Bauherrn Süleyman I. zu einem neuen und originellen Baustil der klassischen osmanischen Moschee geführt werden.